# Meligalas
Meligalas (griechisch Μελιγαλάς (m. sg.)) ist eine Kleinstadt in Messenien auf der Halbinsel Peloponnes in Griechenland. Sie erlangte Bekanntheit durch die Tötung von über 1000 Menschen durch die griechische Volksbefreiungsarmee (EAM) in der Endphase des Zweiten Weltkriegs, im September 1944.

## Lage
Der Gemeindebezirk liegt in der nördlichen Ebene des Flusses Pamisos, der in südlicher Richtung dem Messenischen Golf zufließt. Nach Osten und Westen steig das Gelände hügelig an, die Dörfer im Westen der Gemeinde liegen teilweise auf über 300 m Höhe. Die angrenzenden Gemeindebezirke sind (im Uhrzeigersinn, beginnend im Norden) Andania, Ichalia, Arfara, Ithomi und Dorio.

## Geschichte

### Gründung und Stadtgeschichte bis 1900
Die Kleinstadt Meligalas wurde von einem byzantinischen Heerführer gleichen Namens im 11. Jahrhundert gegründet. Schon im Mittelalter war der Ort ein wichtiger Marktort der fruchtbaren oberen messenischen Ebene, eine Rolle, die er auch unter fränkischer, türkischer und venezianischer Herrschaft stets innehatte.
Um 1700, unter venezianischer Herrschaft, heißt die Stadt Meli-Gala, kurze Zeit später Meligala. Erst nach der Gründung des Staates Griechenland findet sich – erstmals 1836 – die maskuline Nominativform Meligalas, die irrtümlicherweise Meligala (griech. το Μελιγαλά, Neutrum Singular) ersetzt hatte.

### Massenhafte Tötungen im September 1944
Bekannt wurde der Ort durch ein Ereignis während des Zweiten Weltkriegs: Nachdem am 10. September 1944 die deutschen Besatzer im nahe gelegene Kalamata besiegt worden waren, zogen diese sich von dort zurück und ließen ihre griechischen Hilfskräfte schutzlos zurück. Die Soldaten der (linken) griechischen Volksbefreiungsarmee ELAS unter Aris Velouchiotis verfolgten die Deutschen nicht weiter, sondern trieben diejenigen Griechen, welche sie der Kollaboration mit den Deutschen beschuldigten, bei Meligalas zusammen. Nach dreitägigem Kampf nahmen sie sie gefangen und töteten sie. Die gerichtsmedizinische Untersuchung Kapasaki im Jahr 1945 exhumierte 708 Leichen. Auf dem Gedenkstein zu diesem Massaker sind 787 Namen aus 61 Städten und Dörfern erwähnt. Eine Darstellung von 2010 nennt bis zu 1800 Tote, was jedoch unglaubhaft erscheint.
Während der Besatzung hatten die Deutschen in der Gegend von Kalamata etwa 1500 Menschen getötet und Tausende von Häusern niedergebrannt.

### Verlust der Selbstständigkeit 2010
Ab 1997 fanden Eingemeindungen umliegender Gebiete statt und Meligalas war eine sogenannte Stadtgemeinde (dimos). 2010 verlor Meligalas seine Selbstständigkeit. Sie wurde zum 1. Januar 2011 nach Ichalia eingemeindet. Meligalas bildet in Ichalia einen Gemeindebezirk und ist Verwaltungssitz.

## Gliederung des heutigen Gemeindebezirks
Die Einwohnerzahlen in Klammern beziehen sich auf Daten aus der Volkszählung 2011.
- Ortsgemeinschaft Meligalas
  - Meligalas (1.296)
- Ortsgemeinschaft Anthousa
  - Anthousa (Ανθούσα, 139)
- Ortsgemeinschaft Kallirroi
  - Kallirroi (Καλλιρρόη, 273)
- Ortsgemeinschaft Magoula
  - Magoula (Μαγούλα, 97)
- Ortsgemeinschaft Mila (76)
  - Mila (Μίλα, 68)
  - Kastro (Κάστρο, 8)
- Ortsgemeinschaft Neochori Ithomis (232)
  - Neochori (Νεοχώρι, 211)
  - Krondires (Κροντηρές, 21)
- Ortsgemeinschaft Polichni
  - Polichni (Πολίχνη, 156)
- Ortsgemeinschaft Skala (418)
  - Skala (Σκάλα, 251)
  - Stathmos (Σταθμός, 167)
- Ortsgemeinschaft Stenyklaros
  - Stenyklaros (Στενύκλαρος, 46)
- Ortsgemeinschaft Tsoukaleika
  - Tsoukaleika (Τσουκαλαίικα, 306)
- Ortsgemeinschaft Zevgolatio
  - Zevgolatio (Ζευγολατείο, 346)

## Persönlichkeiten
Die weltberühmte Sopranistin Maria Callas wurde als Tochter griechischer Einwanderer aus Meligalas geboren.